# 王儀 (南朝)
王儀，南朝陈琅邪郡临沂县人。
王儀担任散骑常侍。陈后主即位，散骑常侍王仪与义阳王陈叔达、通直散骑常侍陈暄、尚书孔范、度支尚书袁权、侍中王瑳、金紫光禄大夫陈褒、御史中丞沈瓘等人在宫中陪侍游宴，称之为狎客。王儀候意承颜，倾巧侧媚，献二女与后主，以求亲昵。南陈灭亡，王仪与王瑳、孔范、沈瓘，过恶未彰，故免于处罚。至长安，事情败露，隋文帝以其奸佞谄惑，称之为四罪人，流放边裔。